# Platydesma remyi
Platydesma remyi är en vinruteväxtart som först beskrevs av Earl Edward Sherff, och fick sitt nu gällande namn av Deg., Deg., Sherff & Stone. Platydesma remyi ingår i släktet Platydesma och familjen vinruteväxter. IUCN kategoriserar arten globalt som starkt hotad. Inga underarter finns listade i Catalogue of Life.